# Вили (Нижньогородська область)
Вили (рос. Вилы) — селище в Большеболдинському районі Нижньогородської області Російської Федерації.
Населення становить 3 особи. Входить до складу муніципального утворення Новослободська сільрада.

## Історія
Від 2009 року входить до складу муніципального утворення Новослободська сільрада.

## Населення
| 1999 | 2002 | 2010 |
| ---- | ---- | ---- |
| 3    | →3   | →3   |